# Zygotritonia
Zygotritonia es un género de plantas perennes y bulbosas perteneciente a la familia de las iridáceas.  Comprende 5 especies oriundas de África tropical. 

## Taxonomía
El género fue descrito por Gottfried Wilhelm Johannes Mildbraed y publicado en Botanische Jahrbücher für Systematik, Pflanzengeschichte und Pflanzengeographie 58: 230. 1923.
Etimología
Zygotritonia: nombre genérico compuesto que deriva de la palabra zygomorphica que significa "bilabiada", y la aparente semejanza con algunas especies del género Tritonia.

## Listado de especies
Las especies del género son: 
- Zygotritonia bongensis (Pax) Mildbr.
- Zygotritonia crocea Stapf
- Zygotritonia hysterantha Goldblatt
- Zygotritonia nyassana Mildbr.
- Zygotritonia praecox Stapf